# Путинцев, Эдуард Петрович
Эдуард Петрович Путинцев (25 октября 1930, Москва — 14 февраля 2023) — советский и российский архитектор, специалист в области северного градостроительства, член-корреспондент Российской академии художеств (2007).

## Биография
Родился 25 октября 1930 года в Москве, где жил и работал.
В 1955 году окончил Московский архитектурный институт, затем там же проходил обучение в аспирантуре, в 1963 году — защитил кандидатскую диссертацию по северному градостроительству.
С 1948 по 1949 год совмещал учёбу и работу техником-архитектором в ЦССП Миннефти.
С 1955 по 1958 год работал в Якутске архитектором.
С 1964 по 1965 год — главный архитектор в институте «Якутниипромалмаз» в г. Мирном.
С 1965 по 1967 год — научный сотрудник в НИИТУЛ.
С 1968 по 1997 год работал в ЦНИИЭП, где прошёл путь от руководителя группы архитекторов до главного архитектора проектов и начальника мастерской.
С 1996 года — председатель Центральной ревизионной комиссии Союза архитекторов России.
С 1997 по 2003 год работал главным архитектором ООО «Общество развития архитектуры» при Союзе архитекторов России.
В 2005 году защитил докторскую диссертацию, тема: «Комплексная концепция северного градостроительства: I климатический район страны».
С 2006 года — член Творческого союза художников России.
В 2007 году — избран членом-корреспондентом Российской академии художеств от Отделения дизайна.
Скончался 14 февраля 2023 года, похоронен на Троекуровском кладбище Москвы.

### Семья
- сын - российский художник, член-корреспондент РАХ Константин Эдуардович Путинцев (род. 1963)

## Творческая деятельность
Основные проекты и постройки: реконструкция русского драмтеатра в Якутске (1959 г.), генеральный план ЦПКИО в Якутске (1957 г., частично осущ.), центральная гостиница «Лена» в Якутске (1961 г.), город-комплекс «Айхал» на 4500 жителей на алмазном месторождении Якутии (проект 1962—1965 гг., идёт строительство), Якутский госуниверситет (1975 г.), жилой район Пурцвиемс в Риге (1974 г.), институт гражданской авиации МИИГА в г. Москве (1976 г.), Ставропольский политехнический институт (1985 г.), школа-интернат с жилым домом (в Дархане 1988 г., в Сайн-Шарде 1989 г., в Сухэ-Баторе 1990 г.), проект завода ВТУЗ ЗИЛ (1992 г.), Республиканский центр реабилитации детей-инвалидов в г. Дмитрове (1994 г.), разработка генерального плана «Суханово» (1998 г., совместно с НИИПИ генплана г. Москвы), II очередь Московского Государственного Индустриального Университета, МГИУ (2002 г.).
Станковые произведения находятся в музейных и частных коллекциях России и за рубежом.
С 1955 года — участник многих выставок, в том числе и персональных.
Автор более 70 научных трудов и книг по северному градостроительству.

## Награды
- Медаль ордена «За заслуги перед Отечеством» II степени (2005)
- Заслуженный архитектор Российской Федерации (1993)
- Золотая медаль ВДНХ
- Премия Совета Министров СССР (1981)
- Медаль «Ветеран труда»
- Медаль «В память 850-летия Москвы» (1997)
- Заслуженный строитель Каракалпакской АССР Узбекистана (1982)
- Золотая медаль Всемирной выставки в Монреале (1967)
- диплом Всемирной биеннале в Софии (1989) — за Город будущего на Крайнем Севере
- Диплом на восьмом Российском фестивале «Зодчество — 2000» за книгу-альбом «Архитектура, живопись, поэзия» (2000 г.)
- Орден «Слава России» (2005)
- Медаль Серафима Саровского (2006)